# Глинковский район
Гли́нковский райо́н — административно-территориальная единица (район) и муниципальное образование (муниципальный район) в центральной части Смоленской области.
Административный центр — село Глинка.

## География
Территориально район граничит: на северо-востоке с Дорогобужским районом, на северо-западе с Кардымовским районом, на юго-западе с Починковским районом, на юго-востоке с Ельнинским районом. Площадь района — 1223,2 км².
Расположен в западной части Ельнинской и восточной части Починковской возвышенностей, ограниченных с северо-запада Верхне-Днепровской низменностью. По территории района протекает несколько рек: Днепр — на протяжении 30 км, притоки Днепра: р. Устром — 52 км, Волость — 40 км, Боровка — 17 км, приток Сожа — Хмара. Почвы в районе дерново- подзолистые. Леса занимают 48,2% территории.

## История
Район был образован в 1929 году на территории бывших Смоленского и Ельнинского уездов Смоленской губернии. В 1961 году был расформирован и включён в состав Ельнинского района. Восстановлен в 1980 году.

## Население
| 2002  | 2005  | 2009  | 2010  | 2011  | 2012  | 2013  | 2014  | 2015  | 2016  |
| ----- | ----- | ----- | ----- | ----- | ----- | ----- | ----- | ----- | ----- |
| 6149  | ↘6081 | ↘5042 | ↘5036 | ↘4907 | ↘4773 | ↘4650 | ↘4544 | ↘4414 | ↘4384 |
| 2017  | 2018  | 2019  | 2020  | 2021  | 2024  |       |       |       |       |
| ↘4292 | ↘4213 | ↘4074 | ↘4034 | ↘3590 | ↘3397 |       |       |       |       |

### Национальный состав
По итогам переписи населения 2020 года проживали следующие национальности (национальности менее 0,1 % и другое, см. в сноске к строке «Другие»):
| Национальность | Численность, чел. | Доля     |
| -------------- | ----------------- | -------- |
| Русские        | 3366              | 93,76 %  |
| Таджики        | 44                | 1,23 %   |
| Украинцы       | 28                | 0,78 %   |
| Чеченцы        | 20                | 0,56 %   |
| Армяне         | 20                | 0,56 %   |
| Аварцы         | 16                | 0,45 %   |
| Белорусы       | 16                | 0,45 %   |
| Киргизы        | 12                | 0,33 %   |
| Узбеки         | 6                 | 0,17 %   |
| Молдаване      | 6                 | 0,17 %   |
| Другие         | 56                | 1,54 %   |
| Итого          | 3590              | 100,00 % |

## Муниципально-территориальное устройство
В муниципальный район входят 3 муниципальных образования со статусом сельских поселений:
| № | Муниципальное образование       | Административный центр | Количество населённых пунктов | Население (чел.) | Площадь (км²) |
| - | ------------------------------- | ---------------------- | ----------------------------- | ---------------- | ------------- |
| 1 | Болтутинское сельское поселение | деревня Болтутино      | 26                            | ↗918             |               |
| 2 | Глинковское сельское поселение  | село Глинка            | 25                            | ↘2002            |               |
| 3 | Доброминское сельское поселение | деревня Добромино      | 39                            | ↘670             |               |

Первоначально Законом Смоленской области от 2 декабря 2004 года было создано 6 муниципальных образований со статусом сельских поселений. Законом Смоленской области от 20 декабря 2018 года N 172-з, к 1 января 2019 года были упразднены 3 сельских поселения: Бердниковское сельское поселение (включено в Болтутинское сельское поселение); Белохолмское и Ромодановское сельские поселения (включены в Доброминское сельское поселение).
| Муниципальное образование 2005—2018 гг. | Население (тыс. чел.) | Площадь (км²) | Административный центр |
| --------------------------------------- | --------------------- | ------------- | ---------------------- |
| Глинковское сельское поселение          | 3,17                  | 235,65        | село Глинка            |
| Белохолмское сельское поселение         | 0,51                  | 219,11        | деревня Белый Холм     |
| Бердниковское сельское поселение        | 0,48                  | 155,04        | деревня Берёзкино      |
| Болтутинское сельское поселение         | 0,90                  | 168,94        | деревня Болтутино-1    |
| Доброминское сельское поселение         | 0,65                  | 310,23        | деревня Добромино      |
| Ромодановское сельское поселение        | 0,25                  | 134,2         | деревня Ромоданово     |

### Населённые пункты
В Глинковском районе 90 населённых пунктов (все — сельские):
| №  | Населённый пункт | Тип     | Население | Муниципальное образование       |
| -- | ---------------- | ------- | --------- | ------------------------------- |
| 1  | Алексеево        | деревня | 25        | Доброминское сельское поселение |
| 2  | Бартеново        | деревня | 19        | Глинковское сельское поселение  |
| 3  | Басманово        | деревня | 17        | Доброминское сельское поселение |
| 4  | Беззаботы        | деревня | 81        | Болтутинское сельское поселение |
| 5  | Белая Грива      | деревня | 3         | Доброминское сельское поселение |
| 6  | Белый Холм       | деревня | 159       | Доброминское сельское поселение |
| 7  | Бердники         | деревня | 33        | Болтутинское сельское поселение |
| 8  | Берёзкино        | деревня | 131       | Болтутинское сельское поселение |
| 9  | Березня          | деревня | 0         | Доброминское сельское поселение |
| 10 | Болотово         | деревня | 2         | Доброминское сельское поселение |
| 11 | Болтутино        | деревня | 408       | Болтутинское сельское поселение |
| 12 | Большая Нежода   | деревня | 0         | Болтутинское сельское поселение |
| 13 | Большое Тишово   | деревня | 0         | Болтутинское сельское поселение |
| 14 | Василёво         | деревня | 11        | Доброминское сельское поселение |
| 15 | Васюки           | деревня | 0         | Доброминское сельское поселение |
| 16 | Воротнино        | деревня | 1         | Доброминское сельское поселение |
| 17 | Галеевка         | деревня | 2         | Доброминское сельское поселение |
| 18 | Глинка           | село    | 1942      | Глинковское сельское поселение  |
| 19 | Горавицы         | деревня | 0         | Глинковское сельское поселение  |
| 20 | Горбово          | деревня | 5         | Доброминское сельское поселение |
| 21 | Денисово         | деревня | 7         | Болтутинское сельское поселение |
| 22 | Добромино        | деревня | 442       | Доброминское сельское поселение |
| 23 | Долголядье       | деревня | 7         | Глинковское сельское поселение  |
| 24 | Дубосище         | деревня | 27        | Доброминское сельское поселение |
| 25 | Дубосище         | село    | 147       | Доброминское сельское поселение |
| 26 | Ердицы           | деревня | 0         | Доброминское сельское поселение |
| 27 | Иваники          | деревня | 20        | Глинковское сельское поселение  |
| 28 | Ивонино          | деревня | 52        | Болтутинское сельское поселение |
| 29 | Ивонино          | деревня | 2         | Доброминское сельское поселение |
| 30 | Казанка          | деревня | 0         | Глинковское сельское поселение  |
| 31 | Каменка          | деревня | 8         | Болтутинское сельское поселение |
| 32 | Каськово         | деревня | 1         | Болтутинское сельское поселение |
| 33 | Клемятино        | деревня | 16        | Доброминское сельское поселение |
| 34 | Клоково          | деревня | 18        | Глинковское сельское поселение  |
| 35 | Княжье Село      | деревня | 0         | Глинковское сельское поселение  |
| 36 | Козлово          | деревня | 6         | Доброминское сельское поселение |
| 37 | Колзаки          | деревня | 0         | Доброминское сельское поселение |
| 38 | Колодези         | деревня | 10        | Доброминское сельское поселение |
| 39 | Конщино          | деревня | 8         | Доброминское сельское поселение |
| 40 | Корыстино        | деревня | 24        | Болтутинское сельское поселение |
| 41 | Крашнево         | деревня | 3         | Глинковское сельское поселение  |
| 42 | Кукуево          | деревня | 10        | Болтутинское сельское поселение |
| 43 | Левыкино         | деревня | 0         | Доброминское сельское поселение |
| 44 | Лейкино          | деревня | 0         | Глинковское сельское поселение  |
| 45 | Ляды             | деревня | 2         | Глинковское сельское поселение  |
| 46 | Ляхово           | деревня | 7         | Доброминское сельское поселение |
| 47 | Марьино          | деревня | 13        | Глинковское сельское поселение  |
| 48 | Марьино          | деревня | 6         | Доброминское сельское поселение |
| 49 | Матрёнино        | деревня | 70        | Глинковское сельское поселение  |
| 50 | Милеево          | деревня | 0         | Доброминское сельское поселение |
| 51 | Монино           | деревня | 0         | Глинковское сельское поселение  |
| 52 | Нежода           | разъезд | 0         | Болтутинское сельское поселение |
| 53 | Николаевское     | деревня | 0         | Глинковское сельское поселение  |
| 54 | Новая            | деревня | 11        | Доброминское сельское поселение |
| 55 | Новая            | деревня | 28        | Глинковское сельское поселение  |
| 56 | Новая Буда       | деревня | 83        | Глинковское сельское поселение  |
| 57 | Новобрыкино      | деревня | 67        | Глинковское сельское поселение  |
| 58 | Новое Тишово     | деревня | 0         | Болтутинское сельское поселение |
| 59 | Ново-Ханино      | деревня | 52        | Болтутинское сельское поселение |
| 60 | Ново-Яковлевичи  | деревня | 167       | Глинковское сельское поселение  |
| 61 | Озеренск         | деревня | 10        | Болтутинское сельское поселение |
| 62 | Орлово           | деревня | 5         | Доброминское сельское поселение |
| 63 | Панское          | деревня | 1         | Глинковское сельское поселение  |
| 64 | Першиково        | деревня | 9         | Доброминское сельское поселение |
| 65 | Петропавловка    | деревня | 270       | Глинковское сельское поселение  |
| 66 | Полухотеево      | деревня | 7         | Болтутинское сельское поселение |
| 67 | Праслово         | деревня | 20        | Глинковское сельское поселение  |
| 68 | Путятино         | деревня | 18        | Доброминское сельское поселение |
| 69 | Рогулино         | деревня | 0         | Болтутинское сельское поселение |
| 70 | Розовка          | деревня | 51        | Болтутинское сельское поселение |
| 71 | Ромоданово       | деревня | 121       | Доброминское сельское поселение |
| 72 | Рубежики         | деревня | 1         | Доброминское сельское поселение |
| 73 | Рукино           | деревня | 23        | Болтутинское сельское поселение |
| 74 | Сивцево          | деревня | 21        | Болтутинское сельское поселение |
| 75 | Слободка         | деревня | 5         | Доброминское сельское поселение |
| 76 | Совкино          | деревня | 2         | Глинковское сельское поселение  |
| 77 | Соловенька       | деревня | 0         | Болтутинское сельское поселение |
| 78 | Старая Буда      | деревня | 11        | Болтутинское сельское поселение |
| 79 | Старое Брыкино   | деревня | 6         | Глинковское сельское поселение  |
| 80 | Старо-Ханино     | деревня | 107       | Болтутинское сельское поселение |
| 81 | Суборовка        | деревня | 15        | Доброминское сельское поселение |
| 82 | Тимошино         | деревня | 14        | Доброминское сельское поселение |
| 83 | Тимошово         | деревня | 3         | Доброминское сельское поселение |
| 84 | Тишково          | деревня | 0         | Доброминское сельское поселение |
| 85 | Хлопнино         | деревня | 0         | Доброминское сельское поселение |
| 86 | Хотеево          | деревня | 1         | Болтутинское сельское поселение |
| 87 | Чанцово          | деревня | 1         | Доброминское сельское поселение |
| 88 | Шилово           | деревня | 4         | Доброминское сельское поселение |
| 89 | Яковлево         | деревня | 58        | Глинковское сельское поселение  |
| 90 | Ясенок           | деревня | 11        | Болтутинское сельское поселение |

Упразднённые населенные пункты:
- 2001 г. - Боровка, Вишняки, Городок, Климово, Кузино, Кучерово, Кучеровское Лесничество, Филимоны[24];
- 2009 г. - Лугиново[25]

## Наука и образование
В Глинковском районе 14 общеобразовательных учреждений, в том числе 9 школ, 3 детских сада. 50% детей не посещают детские сады, очереди в них нет.
Всего в районе 105 учителей, воспитателей в детских садах — 18. Средний возраст учителя — 45 лет. В сфере дополнительного образования заняты 13 педагогов.

## Экономика
Преобладает сельское хозяйство, специализирующееся на мясомолочном животноводстве, картофелеводстве. 
Малые промышленные предприятия : КФХ "Болтутино", ООО "Леспром" (производство пиломатериалов).
После кризиса 90-х годов и перестройки, прекратили своё существование местный сырзавод и льнозавод.
Молочная продукция теперь поступает преимущественно из Белоруссии.

## Транспорт
Однопутная неэлектрифицированная железнодорожная ветка «Смоленск—Сухиничи».

## Известные уроженцы

### Герои Советского Союза
- Базылев, Иван Кириллович (село Балтутино)

### Полные кавалеры ордена Славы
- Зиновьев, Антон Андреевич (деревня Аблешево)

### Герои Социалистического Труда
- Егоров, Вячеслав Петрович (село Дубосище)
- Павлов, Виталий Алексеевич (деревня Антипино)
- Селиверстова, Евдокия Петровна (деревня Чанцево)